# 亚当·赖德博恩
亚当·赖德博恩（瑞典語：Adam Reideborn，1992年1月18日—），瑞典男子冰球运动员，场上位置是守门员。他曾入选2022年冬季奥林匹克运动会瑞典男子冰球队名单，但并未上场参赛。